# Beppin (雑誌)
Beppin（ベッピン）は、英知出版から出版されていたアダルト雑誌。

## 概要
英知出版が『ビデオボーイ』に続き、1984年に創刊した月刊誌。6月号が「創刊デビュー号」の第0号、8月号が第1号となる。コンビニエンスストアの雑誌コーナーで目立つよう、大きめのL判サイズとされた。創刊号では武田久美子、原田知世などアイドルのグラビア中心だったが、やがてヌードグラビアが多くなり、英知出版と同じく山崎紀雄が社長を勤める宇宙企画のAV女優が多数登場した。モデル、写真、印刷とレベルが高く、他のアダルト雑誌とは一線を画していた。
姉妹誌が多く生まれ、翌年には『デラべっぴん』が創刊。当初は『Beppin』のグラビアを使い回していたが、独創的な企画でサブカルチャー誌としての一面も持った。1986年に中高生の水着中心の『すっぴん』、1990年に『Beppin School』が創刊された。
最盛期には28万部の発行部数となる。後に月2回（1日・15日）発行。
1994年11月、わいせつ図画販売容疑で摘発され、12月に書類送検された。有害図書に指定され休刊。翌1995年2月に創刊の『Bejeans』が後続雑誌となった。